# Eisenia fetida
La lombriz roja rayada (Eisenia foetida) es una especie de lombriz de tierra del género Eisenia, perteneciente a la familia Lumbricidae, del orden de los  haplotáxidos, perteneciente a su vez a la subclase de los oligoquetos.
No confundir con la lombriz roja borgoña (Eisenia andrei) descrita por André Bouché 1972. Según él, serían subespecies, clasificadas como Eisenia eisenia foetida y Eisenia eisenia andrei. Son epigeas, viven en la franja superior del suelo(5 a 30cms).
Pueden llegar a casi 160 segmentos y el color se debe a un pigmento rojo púrpura situado a nivel subepidérmico. Es hermafrodita incompleta (tiene ambos sexos, pero para reproducirse ha de aparearse).

## Anatomía
Las lombrices de tierra pertenecen al orden de los oligoquetos, del griego oligo (escaso) y queto (pelo), que hacen relación a unas diminutas filas de cerdas que recorren su cuerpo en la parte ventral y lateral y que sirven como elementos de agarre durante el desplazamiento en el suelo.
La longitud de su cuerpo oscila entre los dos y veinte centímetros. La pared del cuerpo está constituida de afuera hacia dentro por:
1.     Una cutícula, que es una lámina muy delgada, generalmente de color marrón brillante.
2.     Una epidermis, capa de tejido epitelial simple con células glandulares que producen una secreción mucosa, también hay células glandulares que producen una secreción serosa.
3.     Capas musculares, (son dos, una circular externa y una longitudinal interna).
4.     El peritoneo, (es una capa más interna y limita exteriormente con el celoma de la lombriz).
5.     El celoma, que es una cavidad que contiene líquido celómico, se extiende a lo largo del animal y envuelve el canal alimenticio.
El cuerpo de las lombrices rojas presenta una segmentación externa e interna, típica de los anélidos. Estos segmentos o anillos son 95 en la lombriz roja tienen distintas funciones según su ubicación.
Las lombrices poseen un esqueleto hidrostático, lo que hace que su desplazamiento esté dado gracias a cambios en la forma y dimensiones de los segmentos de su cuerpo. El cuerpo de una lombriz está compuesto por varios segmentos similares entre sí, cada segmento es una cavidad llena de un fluido, y está rodeado por dos grupos de músculos: longitudinales y circulares. Con la contracción de los músculos longitudinales, el cuerpo se dilata agrandando la abertura de la galería. Luego, al contraer los músculos longitudinales, se adelgaza y desliza. Con esta forma de desplazamiento pueden penetrar en el suelo.
Durante su locomoción una lombriz puede estirar longitudinalmente un segmento en un 60% aproximadamente, y su contracción circular puede alcanzar un 25%. Cabe señalar que las dos capas de músculos son antagónicos. Es decir, que mientras se contraen los longitudinales, se relajan los circulares y viceversa.
En el primer segmento del cuerpo de este anélido se encuentra la boca y tiene un lóbulo musculoso y carnoso en la parte superior. Este lóbulo se puede tirar hacia adentro para sellar la boca o extenderse hacia adelante para sondear el entorno inmediato. Todos los segmentos, excepto el primero, tienen ocho cerdas retráctiles que ayudan a la lombriz de tierra a agarrarse a las superficies mientras se mueve.
Gran parte del cuerpo de la lombriz de tierra está ocupado por el tubo que la recorre de un extremo al otro. En la parte delantera se encuentra la boca. Esta es sólo un orificio con una cavidad. Los alimentos primero son humedecidos y predigeridos con un rico en enzimas digestivas. Luego, gracias a la acción de contracción de franjas musculares, la faringe aspira el alimento, haciendo el efecto de una bomba succionadora.
En el esófago, se encuentran las glándulas calcíferas que permiten neutralizar la acidez de la materia vegetal. Luego, el papo empuja el alimento a la molleja, donde es macerado gracias a fuertes contracciones musculares. Finalmente, en el intestino, se completa el resto de la digestión y la mayor parte de la absorción de nutrientes.
El aparato circulatorio está formado por vasos sanguíneos o corazones contráctiles. Las lombrices tienen solamente dos grandes vasos sanguíneos, uno dorsal y uno ventral. Existen también, otros vasos y capilares que llevan la sangre a todo el cuerpo.
El aparato respiratorio es poco complejo, el intercambio se produce a través de la pared del cuerpo. El aparato excretor está formado por nefridios, dos para cada anillo. Las células internas son ciliadas y sus movimientos permiten retirar los desechos del celoma.
El sistema nervioso es ganglionar. Posee un par de ganglios supraesofágicos, de los que parte una cadena ganglionar. Estos ganglios supraesofágicos están relacionados por comisuras de unión.
Aunque las lombrices no logren distinguir las imágenes puede percibir la luz mediante fotorreceptores ubicados en el epitelio.
Tienen gran número de receptores en la cavidad bucal, los cuales podrían ser los responsables de los sentidos del gusto y del olfato. Posiblemente tienen también sensaciones químicas y térmicas.
Las lombrices son hermafroditas: poseen tanto órganos femeninos como masculinos, sin embargo, esto no implica la existencia de autofecundación, ya que los individuos deben cruzarse para intercambiar sus gametos.
Cuando alcanzan la madurez se aparean una vez a la semana, para ello se ponen en contacto los segmentos 9 a 11 opuestos al clitelo de la otra. Cada lombriz coloca los espermatozoides (que salen de sus vesículas seminales) en las espermatecas de la compañera. Una vez terminado el intercambio se separan. Los espermatozoides recibidos quedan latentes hasta el momento de la fertilización.
Sobre el clitelo de ambas se forma una especie de capullo (ooteca), formado por células mucosas. Una veintena de huevos se deslizan por un surco hacia atrás y se introducen en el capullo.
Dentro de la galería la lombriz se mueve hacia atrás haciendo que el capullo se deslice hacia delante arrastrando en el camino los espermatozoides expulsados por los poros seminales.
Cada capullo contiene entre tres y veinte lombrices y contiene albúmina que alimenta a los huevos durante la incubación, periodo que dura entre 14 y 30 días según la temperatura del medio, tardando la lombriz entre 60 y 90 días en lograr su maduración y estar en condiciones de acoplarse.
La actividad sexual de las lombrices rojas disminuye durante los meses muy calurosos o fríos, siendo la temperatura óptima para el apareamiento los 20 °C.
La lombriz roja se despoja de la cápsula en un sitio favorable (por lo general cerca de un depósito de alimento), pero si las condiciones ambientales se tornaran inapropiadas, por ejemplo, una reducción drástica de la humedad circundante, la eclosión puede demorarse varios meses sin mengua de la fertilidad.

## Ciclo de vida
El ciclo de vida de las lombrices de tierra, como muchas otras, comienza con un huevo. Dentro del huevo, se desarrolla una lombriz de tierra joven hasta que está lista para eclosionar. El huevo está encerrado en una envoltura llamada capullo. La cantidad de huevos dentro de un capullo puede variar entre especies, oscilando entre 1 y 20 de las especies de lombrices de tierra de la familia Lumbricidae (pero la mayoría de las especies solo tienen 1).
Etapas:
1. Los capullos tienden a tener forma de "limón", pero la forma específica varía entre especies. La cantidad de tiempo que tardan en eclosionar también es muy variable y puede variar según la especie, pero también según las condiciones ambientales. Por ejemplo, para algunas especies, los capullos pueden eclosionar más rápido en condiciones más cálidas que en condiciones más frías y otras especies pueden "esperar" condiciones de sequía indeseables dentro del suelo como la etapa de capullo.
2. Las crías se parecen a las mini lombrices de tierra, son más pequeñas y más pálidas. Puede ser fácil confundirlos con los gusanos de tierra (Enchytraeidae), que son pequeños gusanos segmentados que están estrechamente relacionados con las lombrices de tierra. A medida que la cría se alimenta y crece, adquirirá el mismo color que una lombriz de tierra adulta.
3. Las lombrices de tierra juveniles se parecen mucho a los adultos, pero les falta la silla (o clitelo).
4. Las lombrices de tierra adultas (o sexualmente maduras) se pueden reconocer fácilmente a través de la presencia de la silla de montar. Las lombrices de tierra son organismos hermafroditas, lo que significa que cada lombriz de tierra tiene órganos de reproducción sexual masculinos y femeninos.
5. La reproducción sexual involucra dos lombrices de tierra. Las dos lombrices de tierra producen un tubo y se agarran entre sí utilizando la tubercula pubertatis (ubicada en la silla). El tubo proporciona el entorno adecuado para que las dos lombrices de tierra intercambien esperma, y cada lombriz de tierra almacena el esperma de su pareja para usarlo más tarde. Debido a que ambas lombrices de tierra desempeñan la función de macho y hembra durante la reproducción sexual, se las conoce como hermafroditas. Después de este intercambio de esperma, las lombrices de tierra se separan.
Algunas especies de lombrices de tierra también pueden realizar la reproducción asexual. Esto involucra a una sola lombriz de tierra que produce crías a partir de huevos no fertilizados y se conoce como partenogénesis.
6. Se forma una vaina de moco alrededor del clitelo y se mueve a lo largo de la lombriz de tierra hasta que sale de la cabeza. A lo largo de este viaje, recoge los óvulos y el esperma de la lombriz de tierra con la que se apareó. Esta vaina de moco forma el capullo y la fertilización del huevo ocurre dentro del capullo.
A medida que el animal cava la galería, incorpora tierra y materia orgánica, humedeciéndola previamente con enzimas para ablandar los tejidos vegetales.

## Ecología
La ecología de la lombriz roja se conoce gracias al trabajo de Charles Darwin que descubrió su importancia en la formación del suelo. El libro publicado llevó el título de La formación del mantillo vegetal por la acción de las lombrices con observaciones sobre sus hábitos. Fue publicado en 1881. Gracias al trabajo de Darwin la humanidad comprendió la importancia de las lombrices en la ecología del suelo.
Estos anélidos se alimentan de vegetación en descomposición. Prefieren ambientes cálidos y húmedos con un suministro listo de material de compost fresco. Pueden consumir este material muy rápidamente y también reproducirse muy rápidamente. Las lombrices de tierra de abono tienden a ser de color rojo brillante y rayas; algunas personas llaman a las especies de rayas 'gusanos tigre'. Los gusanos de compostaje se utilizan a menudo para ayudar a eliminar los desechos, ya que también pueden eliminar los contaminantes del suelo.
En el suelo interaccionan ecológicamente con colémbolos, que previamente se alimentan de hongos que descomponen la hojarasca.

## La cría de lombriz roja
La lombriz roja rayada" (es originaria de Europa) es una de las muchas variedades de lombrices que se usan en lombricultura. La especie es Eisenia foetida(con otra grafía, Eisenia fetida), de la familia Lumbricidae. A pesar de ser una especie europea, 
Son criadas en cualquier lugar donde las temperaturas no superen los 40 °C y se dé al menos una temporada con un promedio inferior, siendo los climas templados los ideales para su reproducción. Estas lombrices alcanzan la máxima capacidad de reproducción entre los 14 y los 27 °C; se reproducirán menos durante los meses más cálidos y durante los más fríos. Cuando la temperatura es inferior a 7 °C, las lombrices no se reproducen; pero siguen produciendo abono, aunque en menor cantidad de lo habitual.

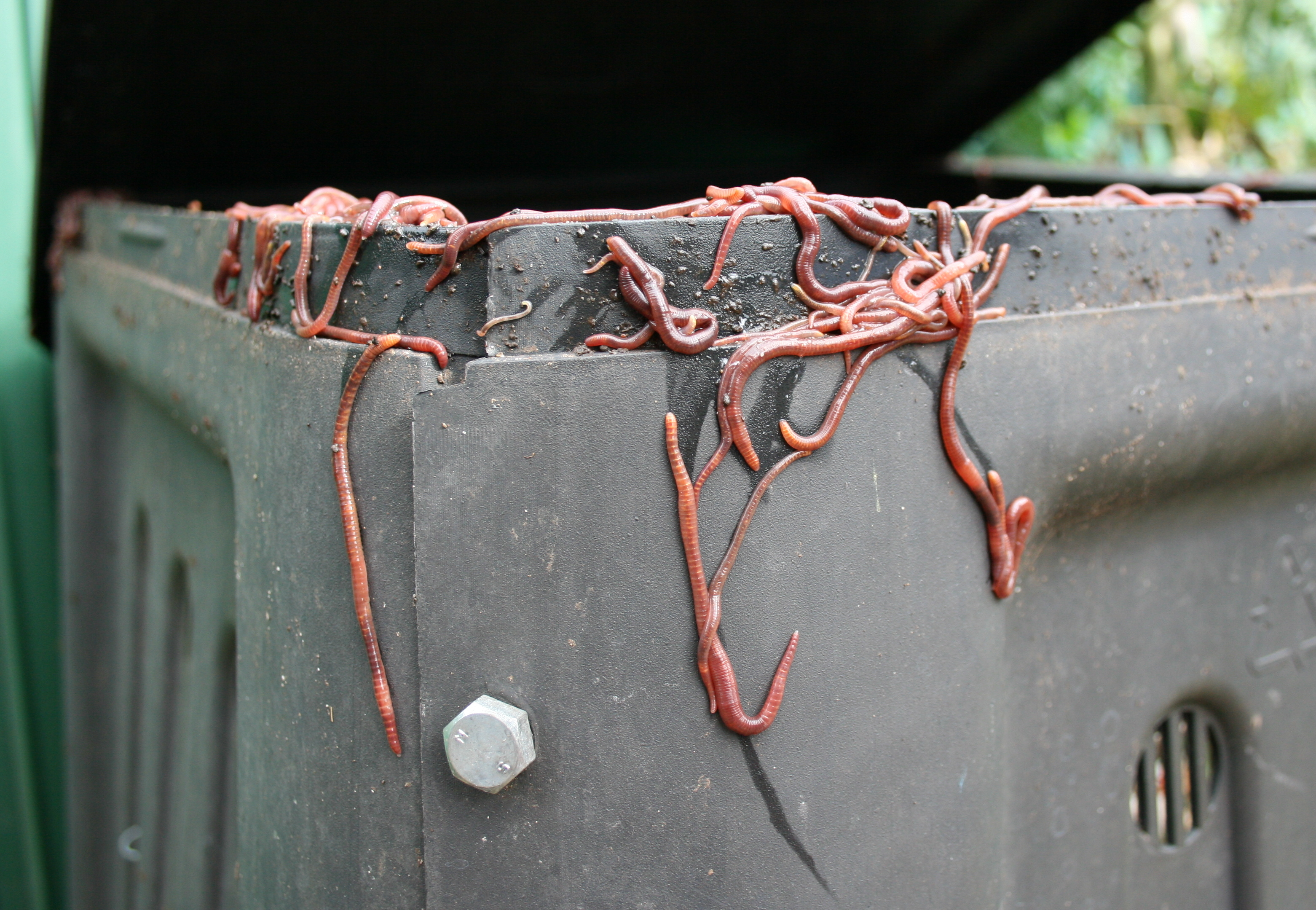
Lombrices saliendo de una compostadora un día húmedo

El compost (humus de lombriz) que produce sirve como excelente fertilizante para praderas, huertas y árboles frutales.
Las lombrices Eisenia foetida adultas pesan de 0,24 hasta 1 gramo, comiendo una ración diaria que tiende hasta su propio peso; de ella, un 55 % se traduce en abono, lo que hace muy interesante en su caso la lumbricultura (incluso si consideramos la carne de lombriz producida a partir de desperdicios).
- En cautiverio tiene una vida media de 4 a 6 años.
- No contrae enfermedades ni las transmite.[cita requerida] Se alimenta de microorganismos (virus y bacterias son su alimento)
- En estado adulto pesa aproximadamente 1 gramo, y come el equivalente a su peso diariamente.
- La extraordinaria capacidad reproductiva de la lombriz roja  permite al lumbricultor amortizar el capital invertido en un plazo razonable de tiempo.
- En un criadero de lombriz en fase de expansión, el número de ejemplares se duplica cada tres meses, es decir, 16 veces en un año, 256 veces en dos años y 4096 veces en 3 años.

- No soporta la luz solar: una lombriz expuesta a los rayos del sol muere en unos pocos minutos.
- Vive aproximadamente 4,6 años, y puede llegar a producir, bajo ciertas condiciones, hasta 1300 lombrices al año.
- La lombriz Eisenia avanza excavando en el terreno a medida que come, depositando sus deyecciones y convirtiendo ese terreno en uno mucho más fértil que el que pueda lograrse con los mejores fertilizantes artificiales.[4]

- Los excrementos de la lombriz contienen:
  - 5 veces más nitrógeno
  - 7 veces más fósforo
  - 5 veces más potasio
  - 2 veces más calcio
  - millones de microorganismos.

## Invasión Biológica
La Eisenia fetida es una especie certificada como invasora proveniente de Eurasia. Si bien es utilizada principalmente para los lombricultivos, su dispersión se viene dando mucho tiempo antes del auge de esta práctica para la realización de otras actividades productivas, siendo en todos los casos el humano el agente dispersor de esta especie.
Teniendo en cuenta que la Eisenia fetida es una de las especies que más se utilizan en los lombricultivos a nivel mundial, se vuelve evidente el hecho de que en la Argentina, tanto como en la gran mayoría de los países que habitan, son especies exóticas. Si bien este tipo de especies siempre son estudiadas por los peligros que presentan para un ambiente que no está preparado para recibirlas, no podemos decir lo mismo con respecto al caso de la Eisenia fetida, y esto se debe al efecto positivo que tienen en la lombricultura, justamente. Sumado a esto, la  Eisenia fetida es una especie que ha encontrado ya un nuevo equilibrio en los ecosistemas locales. Por esta razón se ha  ignorado al presente su impacto sobre las especies autóctonas de oligoquetos, entre otras problemáticas.